# 馬丁·安格哈
馬丁·安格哈（Martin Yves Angha-Lötscher，1994年1月22日—），瑞士足球運動員，司職中後衛。現於荷甲球隊幸運薛達效力。

## 球會生涯

### 阿仙奴
馬丁·安格哈是阿仙奴的青訓和學徒球員。加盟阿仙奴前，是蘇黎世草蜢和蘇黎世的青年球員，簽約阿仙奴之前，有來自車路士，曼聯和拜仁慕尼黑對他的1興趣，而最後選擇了阿仙奴。 After the 2011–12 season Angha made the most appearances for the Arsenal Reserves team, grabbing 22 matches while with the Reserves.在2011-12賽季馬丁·安格哈代表阿仙奴出戰預備隊共22場比賽。2012年9月26日為阿仙奴一線隊首演對考文垂的聯賽杯。2012年12月4日取得在欧洲冠军联赛對奧林匹亞科斯83分鐘替補出場。

### 紐倫堡
於2013年4月10日，馬丁·安格哈同意自由轉會到紐倫堡，簽約4年合同。

### 1860慕尼黑
2014年8月30日馬丁·安格哈簽約1860慕尼黑三年。首次出場在2014年9月14日客場戰勝聖保利，他在右後衛打滿了整場比賽。

## 外部連結
- （英文） *足球数据库：Martin Angha的球员统计数据